# Vera Henriksen
Vera Henriksen (pigenavn: Vera-Margrethe Roscher Lund; født den 22. marts 1927 i Oslo, død 23. maj 2016 ) var en norsk forfatterinde. Hun boede i USA mellem 1946 og 1963, hvor hun studerede arkitektur og kunsthistorie. Hun skrev mange bøger med handling fra middelalderen og andre historiske epoker. Flere af hendes bøger har som tema den problematiske overgang fra nordisk mytologi til kristendommen. Hun debuterede i 1961 med bogen Sølvhammeren, som er første del af Sigrid-trilogien. Bog nummer to, Jærtegn, udkom i 1962, og den sidste bog, Helgekongen, året efter. Denne serie fik hun stor succes med. Henriksen skrev også sagaspil, blandt andet Asbjørn Selsbane og Sverdet, og derudover faglitteratur, så som en bog om luftforsvarets historie.
Vera Henriksen var datter af Alfred Roscher Lund, den første chef for Forsvarets efterretningstjeneste.

## Priser
- 1962 Bokhandlerprisen
- 1973 Sarpsborgprisen
- 1978 Mads Wiel Nygaards legat
- 1988 Riksmålsforbundets barne- og ungdomsbokpris